# Vujadin Popović

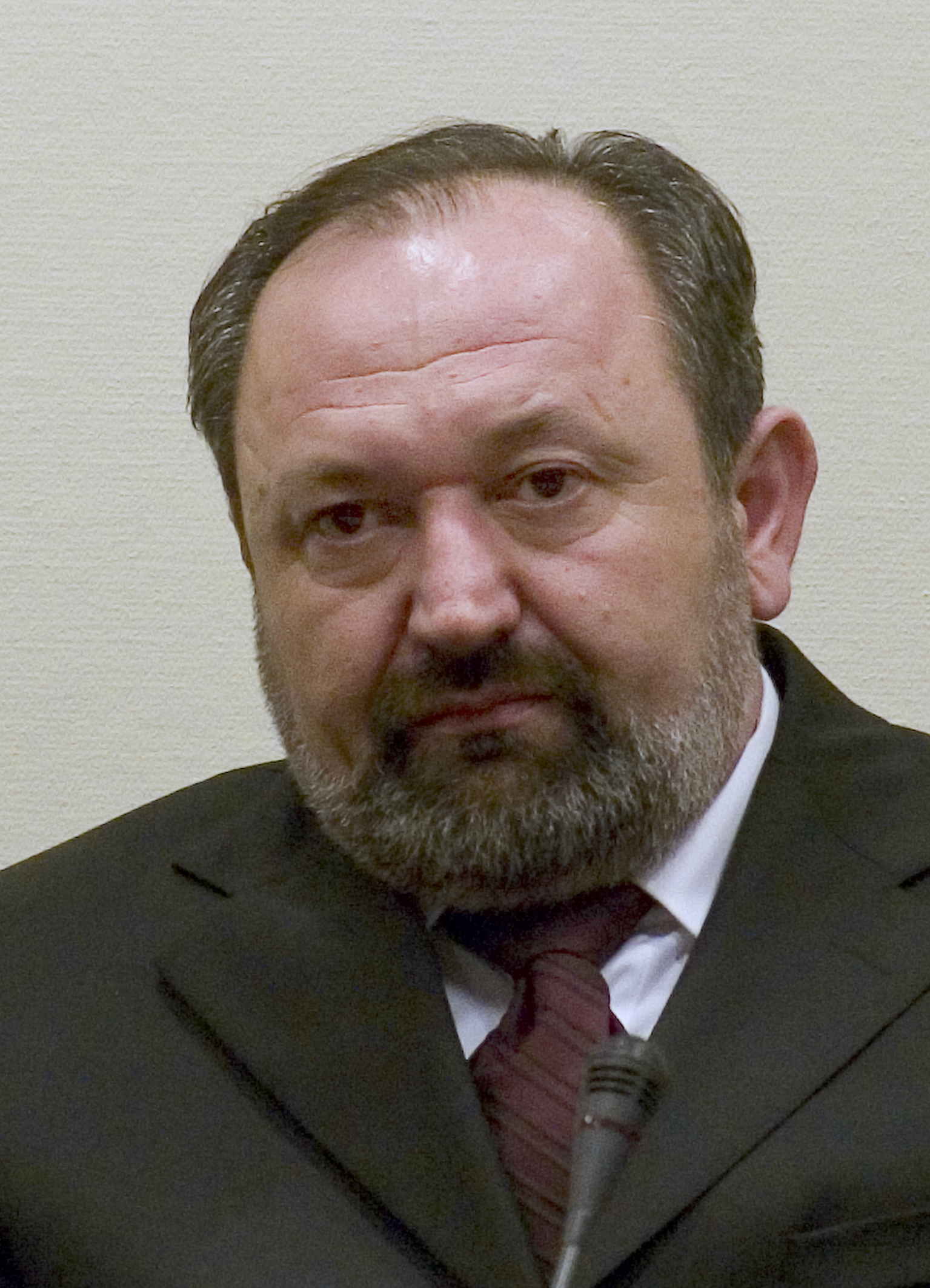
Vujadin Popović (2005)

Vujadin Popović (serbisch-kyrillisch Вујадин Поповић; * 14. März 1957 in Popovići, Jugoslawien) war im Bosnienkrieg Oberstleutnant der Armee der bosnischen Serben und als solcher Sicherheitsoffizier des Drina-Corps. Er war am Massaker von Srebrenica beteiligt und wurde 2010 vom Internationalen Strafgerichtshof für das ehemalige Jugoslawien in Den Haag zu lebenslanger Haft verurteilt.

## Anklage
Der Internationale Strafgerichtshof erhob am 26. März 2002 Anklage gegen Popović, die am 21. Oktober veröffentlicht wurde. Popović wurde wegen Genozid, Verbrechen gegen die Menschlichkeit (Ausrottung, Mord, Verfolgung und Verschleppung) und Kriegsverbrechen angeklagt. Daraufhin nahm die serbische Polizei im Dezember 2002 die Ermittlungen auf.
Am 14. April 2005 wurde er in die Niederlande ausgeliefert und in die United Nations Detention Unit verlegt. Am 18. April 2005 teilte er mit, auf „nicht schuldig“ zu plädieren.
Nach der Aussage von Momir Nikolić traf sich Popović am 12. Juli mit ihm und Svetozar Kosorić, um den Transport der Frauen und Kinder aus Potočari und das Vorgehen zur Ermordung der im Ort gebliebenen muslimischen Bosniaken zu besprechen.
Am 10. Juni 2010 wurde er wegen Völkermordes, Massenvernichtung, Mordes und Verfolgung vom ICTY zu lebenslanger Haft verurteilt. Das Gericht stellte fest, dass er am Tag des Massakers in Potočari an fast allen Schauplätzen anwesend war und dass er voll über die Massenmorde informiert war. Das Gericht sah als erwiesen an, dass es das Ziel der Beteiligten war, möglichst alle muslimischen Bosniaken zu ermorden und dass Popović daran maßgeblich beteiligt war.